# Ґломськ
Ґломськ (пол. Głomsk, нім. Glumen) — село в Польщі, у гміні Закшево Злотовського повіту Великопольського воєводства.
Населення — 480 осіб (2011).
У 1975-1998 роках село належало до Пільського воєводства.

## Демографія
Демографічна структура станом на 31 березня 2011 року:
|          | Загалом | Допрацездатний вік | Працездатний вік | Постпрацездатний вік |
| -------- | ------- | ------------------ | ---------------- | -------------------- |
| Чоловіки | 236     | 63                 | 151              | 22                   |
| Жінки    | 244     | 53                 | 139              | 52                   |
| Разом    | 480     | 116                | 290              | 74                   |